# Auxilia
Auxilia (overs. 'hjælpetropper') var soldater, som ikke var romerske borgere, der vat tilknyttet legionerne med romerske borgere af Augustus efter hans reorganisering af den romerske kejserhær fra 27 f.Kr. I det 2. århundrede indeholdt auxilia lige så mange infanterister som legionerne og leverede desuden næsten alt det romerske hærs kavaleri (især let kavaleri og bueskytter) og mere specialiserede tropper auxilia udgjorde således tre femtedele af Roms regulære landstyrker på dette tidspunkt. Ligesom deres legionær-modstykker var rekrutterne til auxilia for det meste frivillige og ikke værnepligtige.
Auxilia blev hovedsageligt rekrutteret fra peregrini, som var frie undersåtter i provinserne, der ikke havde romersk statsborgerskab, og som udgjorde langt størstedelen af befolkningen i det 1. og 2. århundrede (ca. 90% i det tidlige 1. århundrede). I modsætning til legionerne, som kun optog romerske borgere, kunne soldater i auxilia rekrutteres fra områder uden for romersk kontrol.
Afhængigheden af de forskellige kontingenter af ikke-italiske tropper – især kavaleri – steg markant, da den Romerske Republik begyndte at benytte dem i stigende antal til at støtte sine legioner efter 200 f.Kr. Under den julio-claudianske periode (27 f.Kr. – 68 e.Kr.) blev auxilia fra brogede værnepligtige til et stående korps med standardiseret struktur, udstyr og tjenesteforhold. Ved udgangen af perioden var der ingen væsentlige forskelle mellem legionærer og auxiliarerne med hensyn til træning og kampstyrke.
Auxilia-regimenterne var ofte udstationeret i andre provinser end dem, hvor de oprindeligt blev værget. Dette skete af sikkerhedsmæssige årsager og for at fremme romaniseringsprocessen i provinserne. Regimentsnavnene på mange auxilia-enheder vedblev ind i det 4. århundrede, men på det tidspunkt var de pågældende enheder anderledes i størrelse, struktur og kvalitet fra deres forgængere.
Romersk auxiliarinfanteri krydser en flod, sandsynligvis Donau, på en pontonbro under kejser Trajans Daciske Krige (101-106 e.Kr.). De kan genkendes på de ovale skjolde (clipei), de var udstyret med, i modsætning til legionærernes rektangulære scutum. Relief fra Trajansøjlen, Rom.